# Mel Lewis
Mel Lewis (født som Melvin Sokoloff 10. maj 1929 i Buffalo, New York – 2. februar 1990 i New York, USA) var en amerikansk jazztrommeslager og orkesterleder af russisk afstamning.
Han er bedst kendt som trommeslager i Thad Jones/Mel Lewis Big Band, et orkester som han ledte i fællesskab med Thad Jones, indtil Jones flyttede til Danmark i 1978,
hvorefter han overtog lederskabet og førte orkesteret videre under navnet The Mel Lewis Orchestra.
Lewis spillede i sine yngre år med folk som Stan Kenton, Marty Paich, Bill Holman etc. Selvom Lewis kunne spille i alle stilarter indenfor jazzen, var det som big band-trommeslager han blev mest kendt.